# Uran(III)-fluorid
Uran(III)-fluorid ist eine chemische Verbindung aus den Elementen Uran und Fluor. Es besitzt die Formel UF3 und gehört zur Stoffklasse der Fluoride.

## Darstellung
Uran(III)-fluorid kann durch Reaktion von Uran(IV)-fluorid mit Aluminium bei 900 °C gewonnen werden.
{\displaystyle {\ce {UF4 + Al -> UF3 + AlF}}}
Möglich ist auch die Herstellung durch Reaktion mit einer stöchiometrischen Menge von Uran.
{\displaystyle {\ce {3 UF4 + U -> 4 UF3}}}

## Eigenschaften
Uran(III)-fluorid ist ein purpurfarbener Feststoff, der bei 1495 °C schmilzt. Beim Erhitzen auf Temperaturen über 1200 °C disproportioniert er zu Uran(IV)-fluorid und Uran. Seine Kristallstruktur ist trigonal mit den Gitterparametern a = 717,9 pm und c = 734,5 pm. Diese entspricht der von Lanthanfluorid. Hierbei ist jedes Uranion von neun Fluoridionen in einer verzerrten dreifach-überkappten trigonal-prismatischen Struktur umgeben.